# Lenkey Zoltán
Lenkey Zoltán (Miskolc, 1936. február 21. – Miskolc, 1983. április 15.) Munkácsy-díjas magyar grafikusművész, Miskolcon alkotott.

## Élete
Édesanyja Lenkey Lídia. 1938-tól nagyapjánál nevelkedett Disznóshorváton, a mai Izsófalván. A háború után már Miskolcon járt általános iskolába. Nagyon szerény körülmények között éltek, édesanyja egy iskolai konyhán dolgozott. Rajzait már itt látta Papp László festőművész. 1952 és 1956 között a Földes Ferenc Gimnáziumban végezte középiskolai tanulmányait, de nem volt jó tanuló. Eleven gyerek volt, focizott, ponyvákat olvasott, de sokat rajzolt. Nyilvánvaló rajztehetsége okán Papp László és Seres János szakköreibe járt képzőművészetet tanulni. 1956-ban felvették a Képzőművészeti Főiskolára. A festészeti és a grafikai szakon is tanult, tanárai között volt Csanády András, Barcsay Jenő, Szőnyi István, Fónyi Géza és Ék Sándor. A negyedik évfolyamon Zelenák Crescencia irányításával alkalmazott grafikát tanult. Főiskolai évei alatt kötött szoros művészbarátságot Kondor Bélával, Rékassy Csabával és Ágotha Margittal. 
1962-ben végzett, diplomamunkája József Attila hat verséhez (Külvárosi éj, A kutya, Mikor az uccán átment a kedves, Levegőt, Anyám, Betlehemi királyok) készített színes rézkarc-illusztráció sorozata volt. Már főiskolás korában a nyarakat a miskolci művésztelepen töltötte, és 1961-ben részt vett az első miskolci Országos grafikai biennálén. 1957-ben megnősült, felesége Kiss Ilona volt, akitől 1965-ben, 1966-ban és 1967-ben három fia született (az első gyermek három hónapos korában meghalt). 1962-ben Miskolcra költöztek, ahol műtermes lakást kapott a várostól. A művésztelepen új barátokra tett szert, az itt dolgozó művészek közül még különösen Csohány Kálmánnal és Feledy Gyulával talált közös hangot.
A második Grafikai Biennálén már díjazták, 1964 és 1967 között pedig Derkovits-ösztöndíjban részesült. Első önálló kiállítását 1968-ban Budapesten rendezték a Dürer Teremben. 1965-től tíz évig, majd 1979-ben is, közreműködött a Grafikai Biennále zsűrijében. Sorra vett részt hazai és külföldi kiállításokon, tanulmányutakon. Az 1960-as évek végétől a nyarait Bulgáriában töltötte, művésztelepeken, a tengerparton. 1972-ben egy, a miskolci Megyei Könyvtár előadóterméhez készítendő pannó készítésére kiírt pályázatot nyerte el, a tervek elkészültek, a kivitelezésre azonban nem került sor (amikor jóval később megint elővette a terveket, meghalt Kondor Béla, ami elvette alkotó kedvét). 1973-ban két komoly díj jelezte elismertségét: Munkácsy Mihály-díjat kapott, majd elnyerte a VII. Országos grafikai biennále nagydíját. 1974-ben elvált feleségétől. 1975-ben Miskolc neki ítélte a Kondor-emlékérmet. Egyre több időt töltött Debrecenben, és festményekkel kezdett foglalkozni, főleg pasztell és akvarell technikával alkotott. A hetvenes évek második felében vezette a Nehézipari Műszaki Egyetem sikeres képzőművész körét.
Magánélete is ebben az időszakban rendeződött: 1976-ban újra megnősült, Gaál Lenkétől született Péter fia 1978-ban, majd az új családba került két első házasságából született fia, Gábor és Balázs is. Kiállításai ekkoriban is sűrűn követték egymást, 1980-ban Feledy Gyulával közösen kiállítást rendeztek az akkor elhunyt közös barát, Csohány Kálmán emlékére.
1983-ban, egy elzáródott nyaki ér következtében váratlanul elhunyt – fiatalon, alkotóereje teljében, lezáratlan életművet hagyva maga után. 1984-ben emlékkiállítást rendeztek műveiből a Miskolci Galériában. 1986-ban felavatták síremlékét, Küncsó Canev bolgár szobrászművész alkotását. Miskolc városa 1995-ben posztumusz díszpolgári címet adományozott számára.

## Művészete
Lenkey Zoltán indulása egybeesett a Miskolci Grafikai Műhely aktivitásának kiteljesedésével, ami a hatvanas évek elején a műhely keretében dolgozó új grafikusnemzedéknek köszönhetően a magyar sokszorosított grafikát a képzőművészet élvonalába, európai szintre emelte. Lenkey kezdeti éveiben fontos helyet foglaltak el az illusztrációk. Már főiskolás korában készített Verlaine, Apollinaire és Baudelaire verseihez rézkarcokat, de diplomamunkáját is József Attila versei illusztrálására készítette. Rajzait közölte az Élet és Irodalom. Ezek az évek a felkészülés időszakának számítanak: sokat tanulmányozta klasszikus mesterek (Rembrandt, Dürer) rézkarcait, de hatott rá a jóbarát Kondor Béla művészete is.
A hatvanas évek második felétől megkezdődött művészi stílusának letisztulása. Az irodalmi kötődésű témák mellett egyre inkább megjelentek a saját élményeiből származó témák. Rátalált egy olyan szimbólumrendszerre, a ló és a lovas figurájára, majd néhány év múlva a nőalak, a madár és az angyal alakjára, amikkel ki tudta emelni, erősíteni tudta a közölnivalóját. „Ugyanazzal a motívummal nagyon sokféle dolgot ki lehet fejezni, de aztán abból mit formál az ember, az már nagyon összetett dolog” – mondta. Saját szimbólumrendszeréhez jött még a rézkarc újszerű technikai lehetőségeinek, a vakfoltnak, a maratott foltnak a beépítése saját stílusába, de szövegrészeket, betűket is alkalmazott karcain. Mindez nem öncélú dolog volt nála, a kifejezőerő érdekében alkalmazta. Ezzel kapcsolatban nyilatkozta: „A művész tartalmi kérdésekben lehet újszerű és modern. Üres formai bravúroskodással ma már nem szólhat. Ez azonban nem jelenti azt, hogy dobjunk vissza mindent, ami más, modern áramlatok szükségszerűen kialakítottak. Ezek olyan értékeket kínálnak, melyeket a mi művészetünk felhasználhat.” Lenkey rézkarcai – részben összefüggésben a karc technikájával, létrejötte folyamatával is – intellektuálisak, meditatívak, töprengésre késztetők. Maga Lenkey Zoltán is töprengő, lassan alkotó művész volt, aki maga mondta, hogy „bennem az élmények mindig igen lassan érnek be.” Barátja, Feledy Gyula is így nyilatkozott: „Soha nem láttam rajta a könnyed alkotó felhőtlen örömét.”
Új lehetőségeket fedezett fel a hetvenes évektől a pasztell és a színes tusrajz technikák alkalmazásával, de ezeken a művein is látható, hogy grafikus festményeiről van szó, amelyeken a pasztell lágy foltjait fekete vonalakkal kombinálta. Rézkarcai is tovább színesedtek, a kezdeti kétdúcos éljárás után már három dúcról készítette rézkarcait. Az 1980-ban készített In memoriam József Attila című alkotása stílusfejlődésének fontos állomása, amelyen a roncsolt felületeket, a vonal és a folt, a tónusok játékát alkalmazta. Mindazonáltal, utolsó műveiben – mintegy letisztulásként – ismét alkalmazni kezdte a klasszikus rézkarc technikát, a vonal fekete-fehér tónusait. Rajzai között külön kell szólni illusztrációiról, amelyek folyóiratokban és napi-hetilapokban jelentek meg. 1982-ben egy hónapot töltött Vologdában, ahol nagy hatást tett rá az orosz táj, a hagymakupolás fatemplomok. Hazatérve kiállítást rendezett a Mini Galériában ott készült rajzaiból.
Alkotásmódja saját, nem köthető egy stílusirányzathoz sem. Példaképei hatottak rá, de ezek a hatások szervesen beépültek műveibe, ezek a hatások etikai jellegűek voltak. Olyan formanyelvet alakított ki, ami csak rá jellemző. „Munkássága a magyarországi grafika és a miskolci képzőművészet 1960-as évektől az 1980-as évekig számított időszakában meghatározó helyet foglal el.”

## Egyéni kiállításai
- 1968 – Dürer Terem, Budapest
- 1969 – Szerencs
- 1969 – Egyetem Galéria, Nehézipari Műszaki Egyetem, Miskolc
- 1971 – Miskolci Galéria, Miskolc
- 1971 – Izsófalva
- 1972 – Sátoraljaújhely
- 1973 – Ormosbánya
- 1973 – Tokaj
- 1974 – Debrecen
- 1974 – Szabadka, Jugoszlávia
- 1975 – Miskolci Galéria, Miskolc
- 1976 – Ózd
- 1978 – Semmelweis Kórház, Miskolc (Feledy Gyulával)
- 1978 – József Attila Könyvtár, Miskolc
- 1980 – Csohány Kálmán emlékére, Mini Galéria, Miskolc (Feledy Gyulával)
- 1981 – Encs
- 1982 – Mini Galéria, Miskolc
- 1982 – MÁV Sporttelep, Miskolc
- 1983 – Központi Könyvtár, Nehézipari Műszaki Egyetem, Miskolc
- 1983 – Fészek Művészklub, Budapest
- 1984 – Emlékkiállítás, Miskolci Galéria, Miskolc.

## Válogatott csoportos kiállításai
- 1961 – 1983 – Országos grafikai biennále, Miskolc
- 1966 – Nemzetközi Grafikai Biennále, Tokió, Japán
- 1966 – Nemzetközi Grafikai Biennále, Krakkó, Lengyelország
- 1967 – Nemzetközi Grafikai Biennále, São Paulo, Brazília
- 1968 – 1982 – Miskolci Országos Képzőművészeti Kiállítás, Téli Tárlat, Miskolc
- 1968 – Lugano, Svájc
- 1968 – Mai magyar grafika, Magyar Nemzeti Galéria, Budapest
- 1968 – Essen, NSZK
- 1968 – Fiatal Képzőművészek Stúdiója Egyesület jubileumi kiállítás, Ernst Múzeum, Budapest
- 1968 – Berlin, NDK
- 1969 – Bologna, Olaszország
- 1969 – Kiel, NSZK
- 1970 – Bukarest, Románia
- 1970 – Prága, Csehszlovákia
- 1970 – Addisz-Abeba, Etiópia
- 1970 – Párizs, Franciaország

## Elismerései, díjai
- 1963, 1965, 1967, 1969 – Az Országos grafikai biennále díja
- 1967 – A Miskolci Országos Képzőművészeti Kiállítás díja
- 1967 – A Fiatal Művészek Stúdiójának pályázati díja
- 1970 – A Miskolci Téli Tárlat díja
- 1970 – A Fiatal Művészek Stúdiójának díja
- 1973 – Munkácsy-díj
- 1973 – Az Országos grafikai biennále nagydíja
- 1975 – Kondor Béla-emlékérem
- 1983 – Az Országos grafikai biennále posztumusz díja
- 1995 – Miskolc város posztumusz díszpolgára